# Unión de Federaciones Deportivas de Cataluña
La Unión de Federaciones Deportivas de Cataluña (oficialmente y en catalán, Unió de Federacions Esportives de Catalunya), también conocida por sus siglas de UFEC, es una asociación deportiva privada y sin ánimo de lucro, de interés público y social, constituida en 1933 con el nombre de Unión Catalana de Federaciones Deportivas, y restaurada en 1985 por la Generalidad de Cataluña, tiene como objetivo coordinar y potenciar las federaciones deportivas de Cataluña. Tiene su sede en Barcelona. El actual presidente  es Gerard Esteva  Viladecans.

## Orígenes
La Unió Catalana de Federacions Esportives fundada el 6 de julio de 1933, llenó  el vacío que había dejado la Confederación Deportiva de Cataluña, fundada el 1922. La Confederación había entrado en una profunda crisis hasta prácticamente desaparecer a finales de 1931.
El objetivo de la nueva entidad era coordinar y potenciar las actividades de las 18 federaciones catalanas de las diferentes disciplinas deportivas que existían en aquel momento. El primer presidente fue Pompeu Fabra y cabe resaltar que cumplió una función idéntica a la de la actual UFEC durante la Segunda República Española.
El 17 de julio de 1934 fue declarada corporación oficial de la Generalidad de Cataluña. Durante la primavera de 1935, entre el 25 de mayo y el 2 de junio, la UCFE organizó la primera Semana del Deporte (Setmana de l'Esport) en la que, sin subvenciones oficiales, se programaron una gran variedad de actividades deportivas. La Unió Catalana de Federacions Esportives cesó en sus actividades entre 1936 y 1939, a causa de la guerra civil española.

## Restauración
La UFEC  fue refundada el 1985 por la Generalidad de Cataluña mediante el Decreto 196/1985 con fecha de 15 de julio de 1985, de constitución de la Unión de Federaciones Deportivas Catalanas, que cambió el nombre el 1996 por Unión de Federaciones Deportivas de Cataluña.

## Federaciones afiliadas
- Federación Catalana de Actividades Subacuáticas.
- Federación Catalana de Atletismo. Fundada en 1915.
- Federación Catalana de Automovilismo. Fundada en 1915.
- Federación Aérea Catalana. Fundada en 1932.
- Federación Catalana de Ajedrez.
- Federación Catalana de Bádminton.
- Federación Catalana de Baloncesto. Fundada en 1927.
- Federación Catalana de Balonmano. Fundada en 1942.
- Federación Catalana de Béisbol y Softbol. Fundada en 1929.
- Federación Catalana de Billar. Fundada en 1927.  Archivado el 24 de noviembre de 2005 en Wayback Machine.
- Federación Catalana de Bolos y Bowling.
- Federación Catalana de Boxeo amateur.
- Federación de Carreras de Orientación de Cataluña.
- Federación Catalana de Caza. Fundada en 1940.
- Federación Deportiva Catalana de Ciegos y Deficientes Visuales.
- Federación Catalana de Ciclismo.
- Federación Catalana de Dardos.
- Federación Catalana de Deportes para disminuidos físicos.
- Federación Catalana de Deportes para Minusválidos Físicos. Fundada en 1969.
- Federación Catalana de Esgrima. Fundada en 1922.
- Federación Catalana de Espeleología. Fundada en 1975.
- Federación Catalana de Esquí náutico.
- Federación de Entidades Excursionistas de Cataluña. Fundada en 1933.
- Federación Catalana de Fisicoculturismo. Reconocida oficialmente a nivel internacional.
- Federación Catalana de Fútbol. Fundada en 1900.
- Federación Catalana de Fútbol Americano.
- Federación Catalana de Fútbol Sala. Fundada en 1983. Reconocida oficialmente a nivel internacional.
- Federación Catalana de Gimnasia. Fundada en 1923.
- Federación Catalana de Golf.
- Federación Catalana de Deportes de Invierno.
- Federación Catalana de Halterofília.
- Federación Catalana de Hípica.
- Federación Catalana de Hockey. Fundada en 1922.
- Federación Catalana de Judo.
- Federación Catalana de Kárate. Fundada en 1979. Reconocida oficialmente a nivel internacional.
- Federación Catalana de kickboxing. Reconocida oficialmente a nivel internacional.
- Federación Catalana de Korfbal. Reconocida oficialmente a nivel internacional.
- Federación Catalana de Lucha. Fundada en 1924.
- Federación Catalana de Motociclismo.
- Federación Catalana de Motonáutica. Fundada en 1968.
- Federación Catalana de Natación. Fundada en 1921.
- Federación Catalana de Pádel.  Archivado el 8 de noviembre de 2006 en Wayback Machine.
- Federación Deportiva Catalana de Paralíticos Cerebrales. Fundada en 1990. Archivado el 15 de noviembre de 2006 en Wayback Machine.
- Federación Catalana de Palomas Deportivas. Fundada en 1933.
- Federación Catalana de Palomas Mensajeras.
- Federación Catalana de Patinaje. Fundada en 1930.
- Federación Catalana de Pentatlón moderno.
- Federación Catalana de Pesca Deportiva y Casting.  Archivado el 17 de mayo de 2014 en Wayback Machine.
- Federación Catalana de Petanca.
- Federación Catalana de Pelota. Fundada en 1924.
- Federación Catalana de Piragüismo. Fundada en 1924.
- Federación Catalana de Pitch and Putt. Reconocida oficialmente a nivel internacional.
- Federación Catalana de Polo.
- Federación Catalana de Remo.
- Federación Catalana de Rugby. Fundada en 1922.
- Federación Catalana de Salvamento y Socorrismo. Fundada en 1962.
- Federación Deportiva de Sordos de Cataluña.
- Federación Catalana de Squash y Raquetbol. Reconocida oficialmente a nivel internacional.
- Federación Catalana de Taekwondo. Fundada en 1987. Reconocida oficialmente a nivel internacional.
- Federación Catalana de Tenis. Fundada en 1903.
- Federación Catalana de Tenis de Mesa.
- Federación Catalana de Tiro con arco.
- Federación Catalana de Tiro olímpico.
- Federación Catalana de Triatlón.
- Federación Deportiva Catalana de Twirling. Reconocida oficialmente a nivel internacional.
- Federación Catalana de Vela.  Archivado el 30 de abril de 2008 en Wayback Machine.
- Federación Catalana de Voleibol. Fundada en 1956.